# Eugénie Pastré
Pour les articles homonymes, voir Pastré.
Eugénie Pastré (Le Poujol-sur-Orb, 1776 - Marseille, 7 juin 1862) est une femme d’affaires marseillaise qui eut un rôle clé dans l'essor de la société de négoce Pastré créée par son mari Jean-François Pastré pendant la Révolution française. En 1836, elle fut l'initiatrice de la "Campagne Pastré" en acquérant les premiers hectares d'une propriété, sur le site de l'actuel Parc Pastré. Progressivement agrandie, la demeure resta dans la famille Pastré jusqu'à son rachat par la ville de Marseille, entre 1966 et 1987.

## Biographie
Marie-Eugénie Gauthier est née au Poujol-sur-Orb, dans l’Hérault. Elle est la fille de de Marie-Madeleine Duluc et de Joseph Victor Gautier (1724-1809), négociant à la Guadeloupe puis à Marseille.
Le 18 juillet 1799, elle épouse Jean-François Pastré (1758-1821). Tanneur et négociant, il est devenu armateur à Marseille pendant la révolution française. Ensemble, ils ont six enfants, dont plusieurs auront un rôle important dans le commerce entre Marseille et l'Egypte : Jean-Joseph (1801-1861), Paul (1803-1869), Jean-Baptiste (1804-1877), Eugène (1806-1868) et Jules Pastré (en) (1809-1899).

## Rôle dans l'essor du négoce Pastré
À la mort de son mari, en 1821, Eugénie Pastré décide de poursuivre son activité commerciale en y investissant sa fortune personnelle et en devenant gérante de la société de négoce, renommée "Veuve Pastré". En 1823, elle envoie un de ses fils, Jean-Baptiste, à Alexandrie pour développer le commerce de denrées entre l'Egypte et la France. En 1825, elle ouvre avec son fils un comptoir de négoce à Alexandrie. Par la suite, la société de négoce connaît un grand succès, important d'Egypte des céréales et du coton, exportant de France du matériel agricole et industriel. La famille Pastré devient une des familles les plus riches de Marseille au second Empire. Eugénie Pastré continue de s'impliquer dans les affaires familiales, après que ses fils soient devenus adultes.

## Achat de la future "Campagne Pastré"
En 1836, alors que la société de négoce Pastré est florissante, Eugénie Pastré se porte acquéreuse d'une propriété de sept hectares, située en bordure du chemin de la Madrague, sur le site de l'actuel Parc Pastré. C'est la naissance de la propriété Pastré, qui restera dans la famille jusqu'à son rachat par la ville de Marseille sous la mandature de Gaston Defferre. En 1839, Eugénie Pastré achète 13,5 hectares supplémentaires à la famille Clary. Par la suite, ses fils participent à l'agrandissement et à l'embellissement de la propriété familiale. En 1862, Eugène Pastré y fait notamment construire le château Pastré.